# Aztreonam
Aztreonam (cu denumirea comercială Azactam) este un antibiotic din clasa monobactamelor, fiind utilizat în tratamentul unor infecții bacteriene, în special cele cauzate de Pseudomonas aeruginosa. Printre acestea se numără: infecții osoase, endometrite, infecții intra-abdominale, pneumonie, infecții de tract urinar și septicemie. Căile de administrare disponibile sunt intravenoasă, intramusculară și inhalatorie.
Se află pe lista medicamentelor esențiale ale Organizației Mondiale a Sănătății.

## Reacții adverse
Printre reacțiile adverse se numără reacțiile alergice (inclusiv anafilaxie) și inflamație și durere la locul administrării. Se poate instala o diaree cu colită pseudomembranoasă, datorită infectării cu Clostridium difficile. În acest caz, tratamentul trebuie oprit imediat.